# 6e division de montagne (Allemagne)
Ne doit pas être confondu avec 6e division SS de Montagne Nord.
Pour les articles homonymes, voir 6edivision.
La  6e division de montagne (en allemand : 6. Gebirgs-Division) est une des divisions d'infanterie de montagne de l'armée allemande (Wehrmacht) durant la Seconde Guerre mondiale.

## Création et différentes dénominations
La 6e division de montagne est formée en 1940 et sert comme une force d'occupation en France avant d'être transférée en Pologne. Elle prend part à l'invasion de la Grèce et y reste jusqu'en septembre 1941, lorsqu'elle est transférée vers la Norvège.
Elle prend part à l'invasion de l'Union soviétique et à l'offensive en direction de Mourmansk. Elle y demeure jusqu'à la fin de 1944 quand elle se retire de la Norvège après le retrait finlandais de la guerre.

## Organisation

### Commandants successifs
| Date                           | Grade           | Commandant         |
| ------------------------------ | --------------- | ------------------ |
| 31 mai 1940 - 15 janvier 1942  | Generalmajor    | Ferdinand Schörner |
| 17 janvier 1942 - 20 août 1944 | Generalleutnant | Christian Philipp  |
| 20 août 1944 - 5 avril 1945    | Generalleutnant | Max-Josef Pemsel   |
| 5 avril 1945 - 26 avril 1945   | Oberst          | Wilhelm Rademacher |
| 26 avril 1945 - 8 mai 1945     | Oberst          | Josef Remold (de)  |

### Officiers d'opérations (Ia)
| Date                               | Grade          | Commandant              |
| ---------------------------------- | -------------- | ----------------------- |
| 4 juin 1940 - 22 janvier 1943      | Major          | Georg Gartmayr          |
| 22 janvier 1943 - 21 février 1943  | Hauptmann      | Walter Rudolph          |
| 21 février 1943 - 14 mars 1943     | Major          | Hans Bucher             |
| 14 mars 1943 - 26 mai 1943         | Major          | Franz Steinhart-Hantken |
| 26 mai 1943 - 12 juillet 1943      | Hauptmann      | Otto Auswöger           |
| 12 juillet 1943 - 12 octobre 1943  | Major          | Franz Steinhart-Hantken |
| 2 octobre 1943 - 13 novembre 1943  | Oberstleutnant | Werner Vogl             |
| 13 novembre 1943 - 15 février 1944 | Major          | Rall                    |
| 15 février 1944 - 25 février 1944  | Hauptmann      | Mungai                  |
| 25 février 1944- 25 mars 1945      | Oberstleutnant | Werner Vogl             |
| 25 mars 1945 - 8 mai 1945          | Major          | Johann Brandner         |

## Composition
- Gebirgsjäger-Regiment 141
- Gebirgsjäger-Regiment 143
- Gebirgs-Artillerie-Regiment 118
- Aufklärungs-Abteilung 112
- Gebirgs-Pionier-Bataillon 91
- Feldersatz-Bataillon 91
- Panzerjäger-Abteilung 47
- Gebirgs-Nachrichten-Abteilung 91
- Gebirgs-Nachschubführer 91

## Théâtres d'opérations
- 1941 : Bataille de Grèce